# Fixedsys

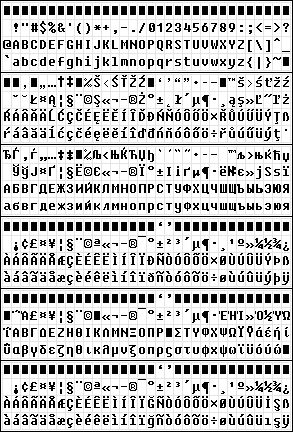
Fixedsys Közép-Európai, cirill, nyugati, görög és török változatokban

A fixedsys a korai Microsoft Windows (3.x, 95 és 98) DOS-prompt ablakaiban és kék halál képernyőjén használt betűtípus.
A mai modern Windows változatok a Lucida console betűtípust használják a Fixedsys helyett.

## Külső hivatkozások
- Fixedsys TrueType változatban GPL licenc alatt